# امباهواب
امباهواب (به لاتین: Ambahoabe) یک سکونتگاه مسکونی در ماداگاسکار است که در آنالانجیروفو واقع شده‌است.

## خصوصیات
امباهواب ۱۳٬۰۰۰ نفر جمعیت دارد و ۱۲۳ متر بالاتر از سطح دریا واقع شده‌است.